# Хансън
Хансън (на английски: Hansen) е град в окръг Туин Фолс, щата Айдахо, САЩ. Хансън е с население от 970 жители (2000) и обща площ от 1 km². Намира се на 1222 m надморска височина. ЗИП кодът му е 83334, а телефонният му код е 208.